# Joseph (frère de Jésus)
Pour les articles homonymes, voir Joseph.
Joseph, du grec  Ἰωσὴφ chez Matthieu, nommé  Ἰωσῆτος,  Joset, dans l'évangile de Marc, est cité parmi les frères de Jésus dans plusieurs passages des Évangiles (Matthieu 13.56, Marc 6.3).
Dans les traductions françaises,  Ἰωσῆτος de l'évangile de Marc est traduit Joset ou José et Joses dans la traduction de Louis Segond. Dans les autres évangiles, la traduction est Joseph.
Le mot grec Ἰωσὴφ, comme Ἰωσῆτος chez Marc, n'est jamais décliné, que ce soit dans la Septante ou les manuscrits du Nouveau Testament.
D'après Matthieu 27:56 et Marc 15.40, c'est le fils de Marie, mère de Jacques, frère de Jacques le Petit, souvent assimilé en Occident à Jacques le Juste.

## Occurrences
- Matthieu 13:55 : « N'est-ce pas le fils du charpentier ? N'est-ce pas Marie qui est sa mère ? Jacques, Joseph, Simon et Jude, ne sont-ils pas ses frères ? »
- Marc 6,3 : « Celui-là n’est-il pas le charpentier, le fils de Marie et le frère de Jacques et de Joset et de Jude et de Simon ? Et ses sœurs ne sont-elles pas ici chez nous ? »
- Matthieu 27:56 : « Parmi elles étaient Marie de Magdala, Marie, mère de Jacques et de Joseph, et la mère des fils de Zébédée. »
- Marc 6:3 : « N'est-ce pas le charpentier, le fils de Marie, le frère de Jacques, de Joses, de Jude et de Simon ? Et ses sœurs ne sont-elles pas ici parmi nous ? Et il était pour eux une occasion de chute. »
- Marc 15:40 : « Il y avait aussi des femmes qui regardaient de loin. Parmi elles étaient Marie de Magdala, Marie, mère de Jacques le Mineur et de Joses, et Salomé, »
- Marc 15:47 : « Marie de Magdala, et Marie, mère de Joses, regardaient où on le mettait. »